# Sudbury (circonscription fédérale)
Pour l’article homonyme, voir Sudbury.
Sudbury est une circonscription électorale fédérale en Ontario.

## Circonscription fédérale
La circonscription est située au centre de l'Ontario. La seule ville qu'elle représente est Grand Sudbury.
Les circonscriptions limitrophes sont Algoma—Manitoulin—Kapuskasing et Nickel Belt.
Elle possède une population de 92 161 personnes, dont 73 724 électeurs, sur un territoire de 973 km².
L'actuel député fédéral est le libéral Paul Lefebvre. Le siège a été vacant pendant 10 mois avant l'élection fédérale de 2015, en raison de la démission du député néo-démocrate Glenn Thibeault le 5 janvier 2015, qui s'est présenté sous la bannière du Parti libéral de l'Ontario à l'élection partielle dans la même circonscription, au palier provincial.

### Historique
La circonscription de Sudbury a été créée en 1947 d'une partie de la circonscription de Nipissing.
| Législature                | Années        | Député               | Député               | Parti   |        |
| -------------------------- | ------------- | -------------------- | -------------------- | ------- | ------ |
| Sudbury issue de Nipissing |               |                      |                      |         |        |
| 21e                        | 1949–1953     |                      | Léoda Gauthier (en)  | Libéral |        |
| 22e                        | 1953–1957     | Rodger Mitchell (en) |                      | Libéral |        |
| 23e                        | 1957–1958     | Rodger Mitchell (en) |                      | Libéral |        |
| 24e                        | 1958–1962     | Rodger Mitchell (en) |                      | Libéral |        |
| 25e                        | 1962–1963     | Rodger Mitchell (en) |                      | Libéral |        |
| 26e                        | 1963–1965     | Rodger Mitchell (en) |                      | Libéral |        |
| 27e                        | 1965–1967     | Rodger Mitchell (en) |                      | Libéral |        |
| 27e                        | 1967–1968     |                      | Bud Germa            | NPD     |        |
| 28e                        | 1968–1972     |                      | James Jerome (en)    | Libéral |        |
| 29e                        | 1972–1974     |                      | James Jerome (en)    | Libéral |        |
| 30e                        | 1974–1979     |                      | James Jerome (en)    | Libéral |        |
| 31e                        | 1979–1980     |                      | James Jerome (en)    | Libéral |        |
| 32e                        | 1980–1984     | Doug Frith (en)      |                      | Libéral |        |
| 33e                        | 1984–1988     | Doug Frith (en)      |                      | Libéral |        |
| 34e                        | 1988–1993     | Diane Marleau        |                      | Libéral |        |
| 35e                        | 1993–1997     | Diane Marleau        |                      | Libéral |        |
| 36e                        | 1997–2000     | Diane Marleau        |                      | Libéral |        |
| 37e                        | 2000–2004     | Diane Marleau        |                      | Libéral |        |
| 38e                        | 2004–2006     | Diane Marleau        |                      | Libéral |        |
| 39e                        | 2006–2008     | Diane Marleau        |                      | Libéral |        |
| 40e                        | 2008–2011     |                      | Glenn Thibeault (en) | NPD     |        |
| 41e                        | 2011–2015     |                      | Glenn Thibeault (en) | NPD     |        |
| 41e                        | 2015-2015     |                      | Vacant               | Vacant  | Vacant |
| 42e                        | 2015–2019     |                      | Paul Lefebvre (en)   | Libéral |        |
| 43e                        | 2019–2021     |                      | Paul Lefebvre (en)   | Libéral |        |
| 44e                        | 2021-actuelle | Viviane Lapointe     |                      | Libéral |        |

### Résultats électoraux
|       | Candidat           | Parti        | # de voix | % des voix |
|       | Fred Slade         | Conservateur | +10 473,  | 21,1 %     |
|       | Paul Lefebvre      | Libéral      | +23 534,  | 47,42 %    |
|       | Paul Loewenberg    | NPD          | +13 793,  | 27,79 %    |
|       | David Robinson     | Vert         | +01 509,  | 3,04 %     |
|       | Elizabeth Rowley   | Communiste   | +00102,   | 0,21 %     |
|       | Jean-Raymond Audet | Indépendant  | +00134,   | 0,27 %     |
|       | David Popescu      | Indépendant  | +00084,   | 0,17 %     |
| Total | Total              | Total        | 49 629    | 100 %      |

|       | Candidat            | Parti         | # de voix | % des voix |
|       | Fred Slade          | Conservateur  | +12 881,  | 28,35 %    |
|       | Carol Hartman       | Libéral       | +08 172,  | 17,98 %    |
|       | (x) Glenn Thibeault | NPD           | +22 684,  | 49,92 %    |
|       | Fred Twilley        | Vert          | +01 359,  | 2,99 %     |
|       | Will Morin          | First Peoples | +00229,   | 0,5 %      |
|       | David Popescu       | Indépendant   | +00116,   | 0,26 %     |
| Total | Total               | Total         | 45 441    | 100 %      |

|       | Candidat          | Parti         | # de voix | % des voix |
|       | Gerry Labelle     | Conservateur  | +11 073,  | 25,79 %    |
|       | (x) Diane Marleau | Libéral       | +12 969,  | 30,2 %     |
|       | Glenn Thibeault   | NPD           | +15 094,  | 35,15 %    |
|       | Gordon Harris     | Vert          | +03 330,  | 7,75 %     |
|       | Will Morin        | First Peoples | +00397,   | 0,92 %     |
|       | David Popescu     | Indépendant   | +00080,   | 0,19 %     |
| Total | Total             | Total         | 42 943    | 100 %      |

## Circonscription provinciale
Depuis les élections provinciales ontariennes du 4 octobre 2007, l'ensemble des circonscriptions provinciales et des circonscriptions fédérales sont identiques.